# Carola Uilenhoed
Carola Uilenhoed (Den Haag, 10 oktober 1984) is een voormalig Nederlands judoka. Zij kwam uit in de categorie boven 78 kilo.
In 2005 won Uilenhoedop op 19-jarige leeftijd een bronzen medaille op het WK senioren in de open klasse in Caïro (Egypte). In 2006 werd zij Europees kampioen onder 23 jaar en Nederlands kampioen. Op het EK voor senioren van 2006 behaalde zij zilver in Tampere (Finland). In datzelfde jaar haalde Uilenhoed met haar club Budokan uit Rotterdam de Europese titel voor clubteams binnen (Duitsland). In 2007 werd zij opnieuw Europees vicekampioen op het EK in Belgrado (Servië).
Op de wereldkampioenschappen van 2007 in Rio de Janeiro (Brazilië) won zij, ondanks een gescheurde kruisband, brons. Door deze prestatie plaatste zij zich ook voor de Olympische Zomerspelen van 2008 in Peking (China). In 2010 werd Uilenhoed wereldkampioen teams in Antalya (Turkije). In 2012 wist zij zich (door een elleboogblessure) niet te plaatsen voor de Olympische Zomerspelen in Londen. In datzelfde jaar werd zij wel Europees kampioen teams in Boedapest (Hongarije).
Uilenhoed is een van de weinige judoka's in Nederland die zowel de Europa Cup won als Europees en wereldkampioen teams werd.
Uilenhoed zette officieel een punt achter haar judocarrière op 4 januari 2014.
Uilenhoed is woonachtig in Den Haag.

## Medailles
- 2006 - Europa Cup teams, Budokan Rotterdam (78+ kg), Potsdam; goud
- 2006 - Europees kampioenschap (78+ kg), Tampere; zilver
- 2007 - Wereldkampioenschap (78+ kg), Rio de Janeiro; brons
- 2007 - Europees kampioenschap (78+ kg), Belgrado; zilver
- 2010 - Wereldkampioenschap teams (78+ kg),  Antalya; goud
- 2012 - Europees kampioenschap teams (78+ kg), Boedapest; goud